# The Imperial (Bombay)
The Imperial es un complejo de rascacielos residenciales situado en Bombay, India. Consiste en dos torres gemelas que son los  edificios más altos del país. Las torres están situadas frente al mar en Tardeo, Sur de Bombay. La construcción fue completada en 2010 y las torres se inauguraron el mismo año.

## Localización
The Imperial está situado en Tardeo, Mumbai. Las Imperial Towers, diseñadas por el arquitecto local Hafeez Contractor como su proyecto más reconocible hasta la fecha, fueron diseñadas como las torres más altas de Bombay. Las Imperial Twin Towers están construidas en antiguos barrios marginales donde el modelo actual de recalificación, que provee terrenos gratis y rehabilitación a los habitantes de dichos barrios a cambio de los derechos para el desarrollo de la propiedad, fue puesto en práctica por primera vez a gran escala. Este modelo se ha usado para recalificar barriadas y fábricas por toda la ciudad, y en toda India en general.

### Observatorios
Se encuentra una plataforma de observación privada en el cono de agujas de la parte superior de cada edificio. No está abierto al público general, contrario a las creencias populares.

## Galería de imágenes

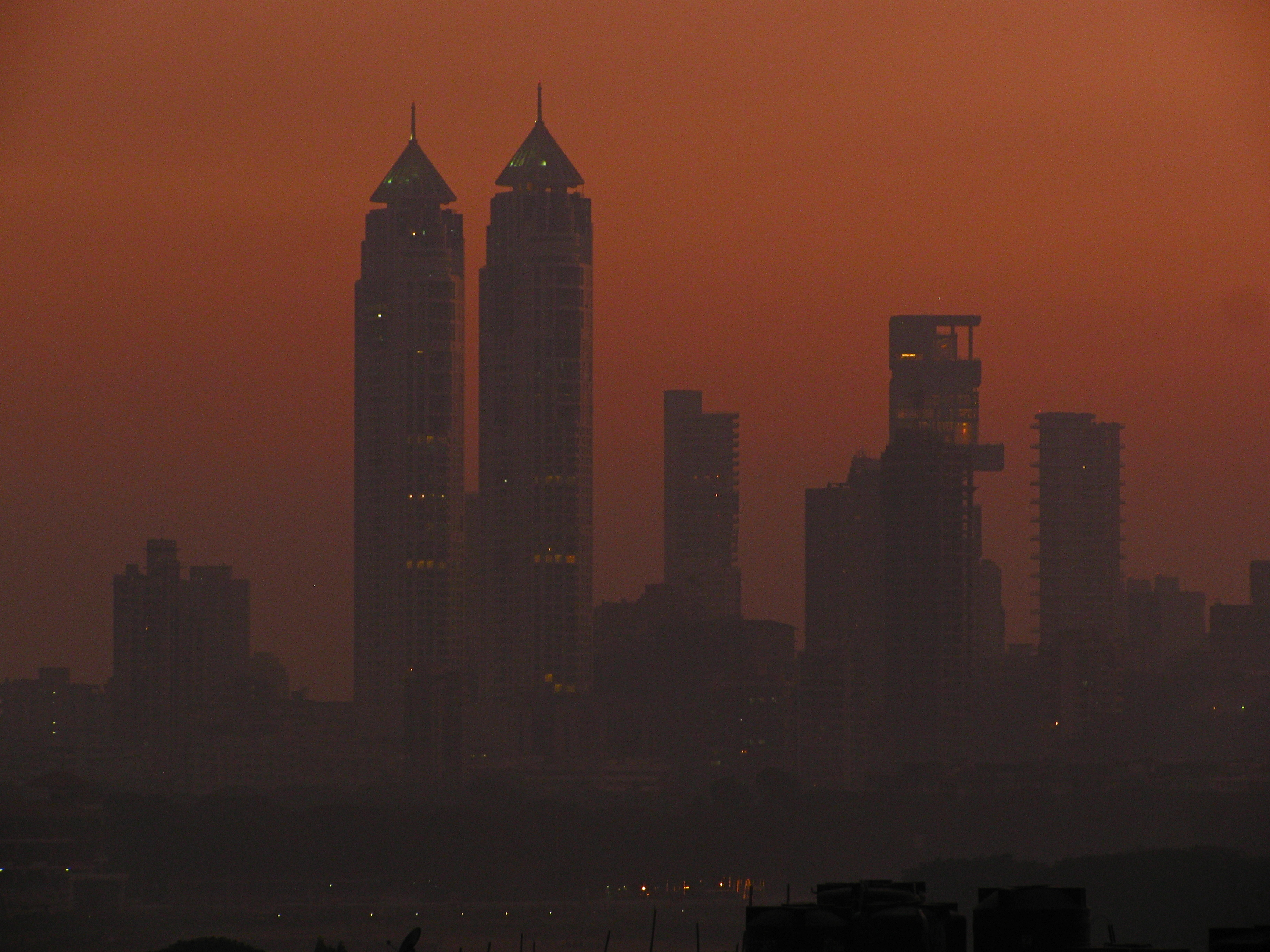
Las Imperial Towers al atardecer
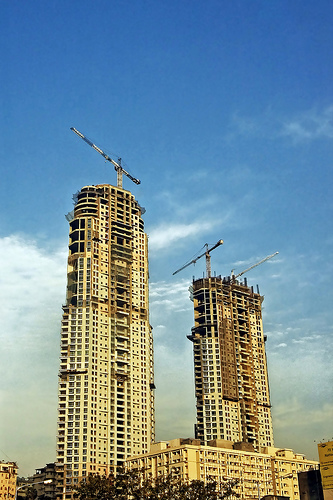
Las Imperial Towers en construcción
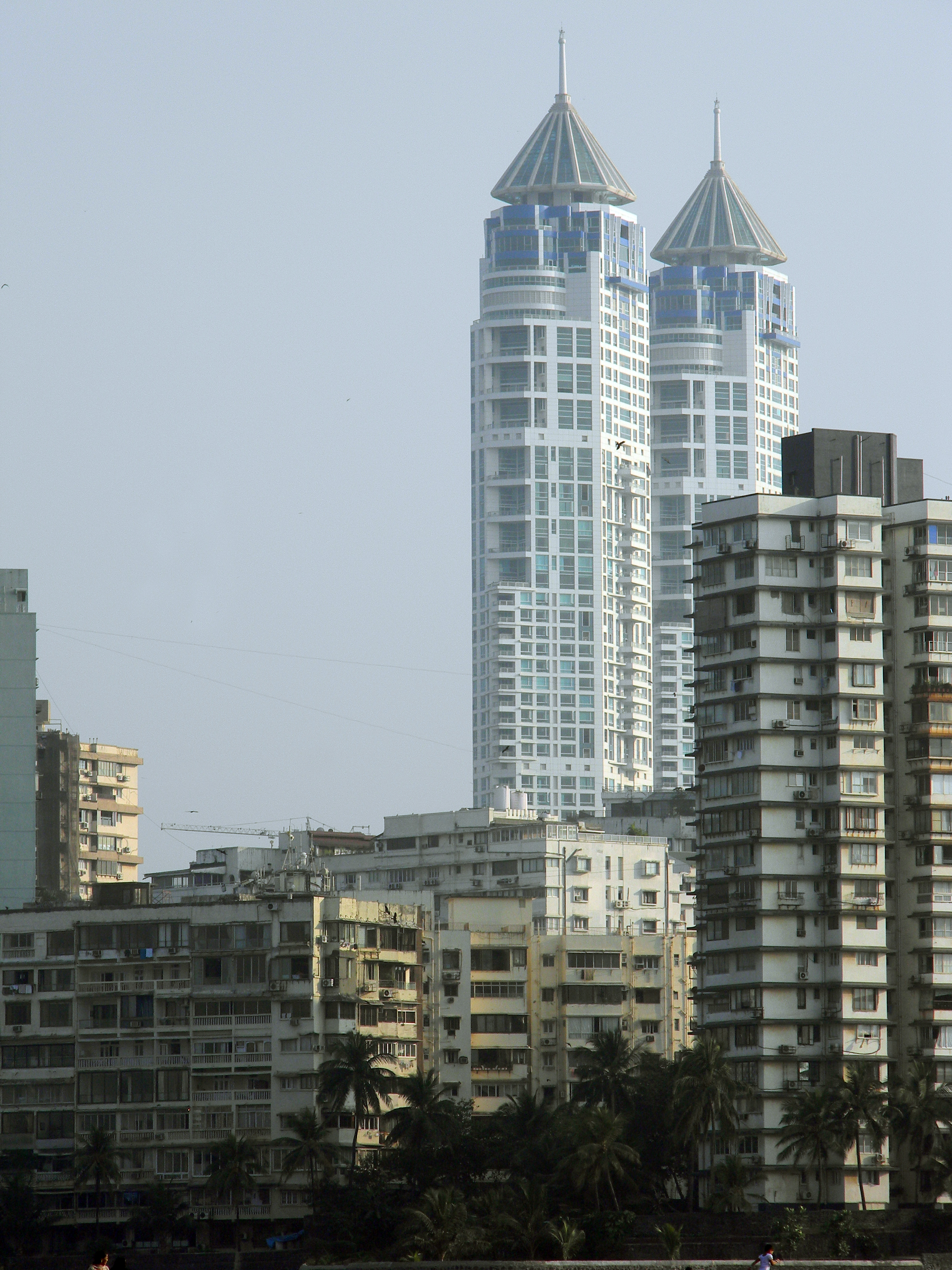
Las Imperial Towers vistas desde Haji Ali, Mumbai